# Пісенний конкурс Євробачення 2012
Пісе́нний ко́нкурс «Євроба́чення 2012» — 57-й щорічний пісенний конкурс «Євробачення». Він пройшов у столиці Азербайджану Баку, а саме на арені Baku Crystal Hall. Півфінали пройшли 22 та 24 травня, фінал відбувся 26 травня 2012 року. Офіційна церемонія відкриття конкурсу відбулася 19 травня 2012 року.
Азербайджан отримав право провести Пісенний конкурс Євробачення 2012 завдяки перемозі дуету Ел та Нікі з піснею «Running Scared» на Пісенному конкурсі Євробачення 2011 у Дюссельдорфі, тоді вони набрали 221 бал.
Для Азербайджану перемога на «Євробаченні 2011» стала першою в історії цієї країни. Азербайджан став членом Європейської Мовної Спілки в 2007 році, а «Євробачення 2008» стало першим для цієї країни (тоді представники країни на конкурсі посіли 8 місце). До цієї перемоги найвищим результатом цієї країни було 3 місце на «Євробаченні 2009» у Москві.
Перемогу в конкурсі з піснею «Euphoria» («Ейфорія») здобула шведська співачка Лорін, набравши 372 очок. Представниця України Гайтана посіла 15 місце з 65 балами.

## Організація Конкурсу
Основні моменти організації конкурсу :
1. 14 травня 2011 року визначилася країна-господар конкурсу;
2. З 2 вересня по 31 грудня 2011 ЄМС приймала заявки на участь у конкурсі від країн;
3. 17 січня 2012 року ЄМС оголосила офіційний список країн-учасниць конкурсу;
4. З моменту подачі заявки та до 19 березня 2012 року країни які подали заявки на участь повинні були провести відкритий (телеголосування), закритий (національна телерадіокомпанія визначає сама без проведення телеголосування) або змішаний (національна телерадіокомпанія призначає виконавця а пісня обирається шляхом телеголосування, або навпаки) національний відбір;
5. 25 січня 2012 року була оголошена арена проведення конкурсу, візуальний дизайн та девіз а також відбулося жеребкування півфіналів конкурсу.
6. Оголошення ведучих конкурсу відбулось 16 квітня 2012 року;
7. Дизайн сцени ЄМС затвердить до березня 2012 року. З кінця квітня та до середини травня триватиме монтаж сцени.

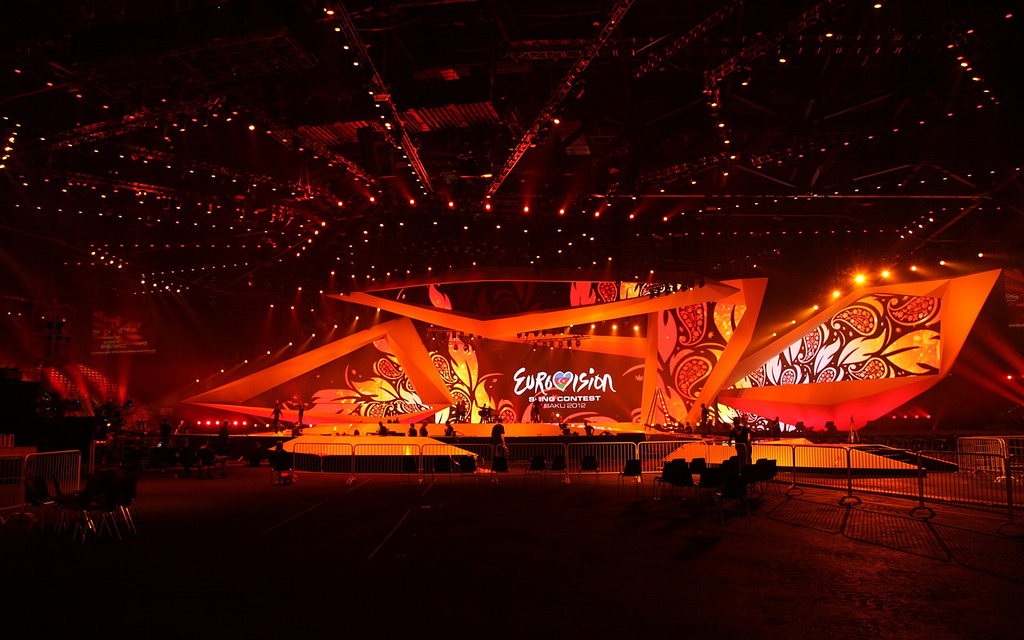
Всередині арени

### Офіційні спонсори конкурсу
- Azercell[4]
- Schwarzkopf[5]
- Baltika Baku[6]
- Brainpool[7]
- SOCAR[8]

### Місцеві азербайджанські офіційні спонсори[2]
- Gilan Holding
- Kapital Bank
- Silk Way Airlines

### Бюджет конкурсуЗберегти
10 лютого 2012 року була оголошена сума коштів, яка піде на організацію конкурсу. З державного бюджету Азербайджану на проведення пісенного конкурсу Євробачення 2012 виділено 50 мільйонів манатів (47.9 мільйонів євро). Ця сума не враховує в себе організацію конкурсу Європейською мовною спілкою, а також продаж квитків та контракти зі спонсорами. Разом з новозбудованою ареною загальна сума витрат на організацію конкурсу може становити 90 мільйонів євро. Таким чином конкурс в Азербайджані обіцяє бути найдорожчим за всю історію існування конкурсу. Друге місце за цим показником посіла Москва, оскільки загальна сума коштів витрачених на організацію пісенного конкурсу Євробачення 2009 у Москві склала 31 мільйон євро.

### Віза та акредитація ЗМІ та фанатів конкурсу
10 лютого 2012 року Європейська мовна спілка оприлюднила деталі акредитації на пісенний конкурс Євробачення 2012.
10 травня 2012 року офіційно акредитовані журналісти та фанати зможуть отримати візу по прибутті в міжнародний аеропорт Баку. Одноразова віза буде діяти до 1 червня 2012 року. Крім того можна буде подати заявку на отримання візи в посольстві чи консульстві республіки Азербайджан в країні, з якої ви маєте намір вирушити в Азербайджан.
Акредитовані делегації та організатори мають змогу отримати візу з 15 квітня разом з офіційним запрошенням від мовника-організатора конкурсу Ictimai TV.
Журналісти та преса, які мають наміри приїхати в Азербайджан до 10 травня, повинні направити своє прохання на press@eurovision.tv за чотири тижні до запланованої поїздки. Акредитація журналістів та преси на конкурс розпочнеться 15 лютого і завершиться 20 квітня 2012 року.

### Арена
31 жовтня 2011 року генеральний директор ITV Ісмаїл Омаров заявив що арена яка прийматиме конкурс буде оголошена в січні 2012. Але 26 грудня 2011 спів-координатор конкурсу Сітце Баккер в інтерв'ю сайту Ru.АРА заявив що арена, яка прийматиме конкурс, не буде визначена до кінця січня 2012 року.
Розглядалися різні варіанти вибору арени для проведення конкурсу.
8 вересня 2011 року було офіційно підтверджено, що арена Baku Crystal Hall буде побудована на Площі Національного Прапора. Арена буде побудована німецькою компанією Alpine Bau Deutschland AG до березня—квітня 2012 року і зможе вмістити 35000 глядачів. Вартість новозбудованої арени не розголошується, відомо що азербайджанська влада виділила на будівництво п'ять з половиною мільйонів євро.
Також розглядалися реконструкція стадіону імені Тофіка Бахрамова та Спортивно-виставкового комплексу імені Гейдара Алієва.
25 січня 2012 року Європейська Мовна Спілка та Ictimai TV на засіданні організаційної ради конкурсу в Баку офіційно оголосили про те, що арена Baku Crystal Hall затверджена офіційною ареною проведення пісенного конкурсу Євробачення 2012. При цьому супервайзер конкурсу Йон Ола Санд наголосив:
Ми дуже раді провести в 2012 році пісенний конкурс Євробачення в зовсім новому концертному залі. Тепер в нас є впевненість, що будівництво буде готове в термін, ми можемо насправді дивитися на конкурс вперед.— Супервайзер Eurovision Song Contest Йон Ола Санд
16 квітня 2012 року національна телерадіокомпанія Азербайджану Ictimai TV оголосила про завершення будівництва арени Baku Crystal Hall. Її місткість складатиме 25 тисяч глядачів, і 20 тисяч глядачів будуть спостерігати за конкурсом в арені. Компанія, яка займалась будівництвом арени, передала арену компанії Brainpool, яка буде займатися спорудженням головної сцени конкурсу. Вперше в Європі в арені Baku Crystal Hall будуть використовуватися мобільні рухомі системи освітлення. За словами виконавчого директора Фонду Гейдара Алієва затримка будівництва арени була пов'язана з нестійкими погодними умовами і в майбутньому влада Баку планує використовувати арену для проведення інших грандіозних музичних концертів та подій.
7 травня 2012 року була урочисто відкрита арена Baku Crystal Hall президентом Азербайджану Ільхамом Алієвим та його дружиною Мехрібан Алієвою. Президент та його дружина були детально проінформовані про роботу, виконану в Baku Crystal Hall.

### Євроклуб та Євроселище
Під час засідання організаційної ради конкурсу 18 березня 2012 року Європейська мовна спілка та телеканал-організатор Ictimai TV оголосили місце розташування Євроклубу та Євроселища.
Євроклуб цьогорічного конкурсу буде розташований у Спортивному палаці ручних ігор. Площа Євроклубу становить 25000 квадратних метрів і офіційне відкриття відбудеться 13 травня 2012 року. Вхід до Євроклубу буде дозволений лише особам які мають акредитацію або запрошення.
Відкриття Євроселища, яке має площу 5330 квадратних метрів, відбудеться 19 травня 2012 року. Щоденно там будуть організовуватися шоу-програми, різноманітні концерти та продаж офіційної сувенірної продукції конкурсу.

### Транспорт
6 квітня 2012 року міністерство транспорту Азербайджану оголосило деталі організації транспортної системи Азербайджану на час проведення конкурсу. Площа Азадлиг стане місцем дислокації спеціальних автобусів, які будуть перевозити гостей конкурсу до арени Baku Crystal Hall, міжнародного аеропорту імені Гейдара Алієва, Бакинського міжнародного вокзалу, готелів та інших місць пов'язаних з конкурсом. В центральній частині Баку будуть організовані 22 зупинки таксі, де в користування пасажирів будуть надані автомобілі марки London Taxi. Для керування транспортними засобами, які будуть використані під час проведення конкурсу, було підготовлено 220 водіїв.

### Прес-центр
Прес-центр пісенного конкурсу Євробачення 2012 розташований біля арени Baku Crystal Hall і займає загальну площу 50000 квадратних кілометрів. Відкриття прес-центру відбудеться 12 травня, а завершить роботу 27 травня 2012 року.
Робоча зона прес-центру зможе вмістити до 900 журналістів. У приміщенні вже встановлено 500 повністю оснащених комп'ютерів та 400 частково оснащених робочих місць. Всі вони мають високошвидкісне підключення до мережі інтернет, а також підключені до принтерів. Слід відмітити що робоча зона буде оснащена телевізійними екранами для того, щоб преса змогла спостерігати за репетиціями, прес-конференціями та за самим шоу прямо з робочого місця.
Головною частиною прес-центру є зала прес-конференцій, яка цього річ вміщує 500 журналістів та 60 операторів. Ця зона буде використовуватися для прес-конференцій, фотосесій, жеребкування порядкових номерів виступу фіналістів конкурсу по завершенню кожного з півфіналів та прес-конференції переможця (ців) конкурсу.

### Візуальний дизайн конкурсу
25 січня 2012 Європейська Мовна Спілка та Ictimai TV офіційно презентували візуальний дизайн та девіз пісенного конкурсу Євробачення 2012 — «Запали Свій Вогонь!».
Азербайджан був відомий на деякий час як земля вогню, тепер символ вогню та полум'я широко використовується по всій країні.
Візуальний дизайн конкурсу був розроблений лондонською дизайнерською студією Turquoise, яка також займалася розробкою візуального дизайну для пісенного конкурсу Євробачення 2011, і вони описали візуальний дизайн конкурсу 2012 року так:
З незапам'ятних часів людство об'єдналося навколо вогню, щоб спілкуватися та розповідати про історію, пісні і танці. Пісенний конкурс Євробачення це конкурс де люди збираються разом, щоб святкувати і спілкуватися за допомогою пісні і танцю. — Творці візуального дизайну конкурсу
Головна тема конкурсу 2012 року розроблена в чотирьох кольорах: помаранчево-червоному, червоному, чорному та білому.

### Ведучі конкурсу
16 квітня 2012 року національна телерадіокомпанія Азербайджану Ictimai TV оголосила ведучих пісенного конкурсу Євробачення 2012.
Ельдар Гасимов є переможцем пісенного конкурсу Євробачення 2011 у складі дуету Ел та Ніккі. Він отримав музичну освіту в областях вокалу, акторської майстерності та риторики. Ельдар мріяв зніматися в кіно і його дебютом стане фільм Юлія Гусмана «Не бойся я с тобой — 2».
Лейла Алієва є обличчям національної телерадіокомпанії Азербайджану Ictimai TV. Лейла є музикантом за освітою та телеведучою за основним заняттям. Також до роботи Лейли слід віднести редагування журналу про моду, проведення публічних та благодійних заходів. У 2008 році вона була першим в Азербайджані коментатором пісенного конкурсу Євробачення.
Наргіз Берк-Петерсен відома широкій аудиторії Азербайджану. Отримавши освіту в Сполучених Штатах Америки, вона на даний час живе в Данії і є юристом. Також вона була запрошена на посаду менеджера по зв'язкам з громадськістю в заявочний комітет Літніх Олімпійських ігор 2020.
Слід відмітити, що Лейла Алієва та Наргіз Берк-Петерсен були також ведучими жеребкування порядкових номерів виступу у півфіналах та у фіналі, що відбулось 20 березня 2012 року.

### Зміни в правилах конкурсу
Європейська Мовна Спілка на засіданні організаційної ради конкурсу в червні 2011 року, ухвалила рішення повернутися від процедури проведення голосування протягом всіх конкурсних виступів до обмеженого вікна для голосування. Його проміжок буде визначений на подальших засіданнях організаційної ради конкурсу.

### Жеребкування
ЄМС провів такі жеребкування:
- Жеребкування півфіналів — 25 січня 2012[26]

- Жеребкування порядкових номерів виступу — 20 березня 2012 в Баку;[27]

- Жеребкування порядкових номерів виступу у фіналі для фіналістів 1 півфіналу — 22 травня 2012 по завершенню 1 півфіналу;[28]

- Жеребкування порядкових номерів виступу у фіналі для фіналістів 2 півфіналу — 24 травня 2012 по завершенню 2 півфіналу.[28]

### Спеціальні гості конкурсу
21 березня 2012 року Емін Агаларов був оголошений спеціальним гостем фіналу пісенного конкурсу Євробачення 2012. Співак, що родом з Азербайджану, є не тільки зіркою в себе на батьківщині але і в Росії та Великій Британії. Нещодавно він підписав контракт з Saffron Music та EMI, на 21 травня 2012 року запланований вихід нового альбому «After The Thunder».
2 травня 2012 року Європейська мовна спілка офіційно оголосила спеціальних гостей шоу, які виступлять під час півфіналів та фіналу конкурсу.
Як спеціальні гості шоу виступлять: легенда мугама Алім Гасимов, ритм-гурт «Natiq», Азербайджанський національний танцювальний ансамбль, співак та композитор Емін Агаларов.
Також оголошено що під час півфіналів конкурсу виступлять закордонні танцювальні колективи, діджеї, спеціальний музичний колектив що складається з зірок Євробачення, учасники пісенного конкурсу Євробачення минулих років, місцеві азербайджанські та закордонні популярні виконавці. Місцеві та закордонні танцювальні колективи виступлять під час фіналу конкурсу.
10 травня 2012 року Європейська мовна спілка офіційно підтвердила, що під час другого півфіналу конкурсу виступлять Марія Шерифович (переможець Євробачення 2007), Діма Білан (переможець Євробачення 2008), Олександр Рибак (переможець Євробачення 2009), Лена Маєр-Ландрут (переможець Євробачення 2010) та Ел та Нікі (переможці Євробачення 2011).

## Формат
Пісенний конкурс Євробачення 2012 складатиметься з двох півфіналів та фіналу. У кожному з півфіналів візьмуть участь 18 країн, а фінал складатиметься з 26 країн. «Велика П'ятірка» (Велика Британія, Іспанія, Італія, Німеччина та Франція) а також країна-господар конкурсу — Азербайджан потрапляють до фіналу автоматично на правах організаторів та спонсорів конкурсу, 20 країн з кожного півфіналу потрапляють до фіналу за результатами голосування журі та телеглядачів.

## Учасники
Заявки від країн на участь у пісенному конкурсі «Євробачення 2012» Європейська Мовна Спілка приймала з 2 вересня по 31 грудня 2011 року без фінансових наслідків (штрафів). До середини січня 2012 року відбувався доприйом заявок але вже з покаранням у вигляді штрафу за невчасно подану заявку на участь у конкурсі.
25 листопада 2011 НТКУ офіційно розпочала прийом заявок на участь у національному відборі України. Детальнішу інформацію про участь України дивись у статті Україна на пісенному конкурсі Євробачення 2012.
17 січня 2012 року Європейська мовна спілка оголосила офіційний список країн-учасниць конкурсу, цьогоріч в конкурсі будуть брати участь 43 країни. На конкурс 2012 року повертається Чорногорія, яка раніше не брала участь у конкурсі через фінансові проблеми, та конкурс залишає Польща, національна телерадіокомпанія якої ухвалила рішення в 2012 році присвятити більшість своїх програм УЄФА Євро 2012 та літнім олімпійським іграм в Лондоні. Дуже важкими були переговори ЄМС з Вірменією через напружені відносини останньої з Азербайджаном щодо питання Нагірного Карабаху. Незважаючи на те що голова делегації Вірменії Гоар Гаспарян після оголошення офіційного списку країн-учасниць конкурсу в інтерв'ю сайту epress.am заявила що Вірменія ще не визначилась щодо участі у конкурсі і що ще тривають переговори з Азербайджаном щодо безпеки перебування вірменської делегації під час євротижня конкурсу, 24 січня 2012 року було оголошено що деталі національного відбору країни будуть оприлюднені в кінці січня і що можливо країна визначиться закритим відбором. Але 7 березня 2012 року національна телерадіокомпанія Вірменії ARMTV офіційно оголосила про те, що країна не візьме участі у конкурсі і згідно з правилами конкурсу країна повинна буде сплатити штраф. Наразі Європейська мовна спілка не оголошувала санкцій щодо Вірменії.
Таким чином Вірменія та Польща стають єдиними країнами, що відмовились від участі.
Оскільки процедура подачі заявки на участь у конкурсі є таємною процедурою, і що існує правило згідно з яким будь-яка країна має право не оголошувати про свою участь у конкурсі доки ЄМС сама не оголосить про участь тієї чи іншої країни публікацією офіційного списку країн-учасниць, цьогоріч Велика Британія та Сан Марино скористалися правом не оголошувати про свою участь до публікації офіційного списку країн-учасниць конкурсу.
Ми раді бачити знову понад 40 країн на Євробаченні. Вони всі зберуться разом в Баку у травні щоб познайомитися з країною та її народом, та більшість з них стануть частиною найбільш видовищного музичного розважального шоу на планеті.— Супервайзер Eurovision Song Contest Йон Ола Санд
25 січня 2012 року відбулось жеребкування півфіналів конкурсу і Європейська Мовна Спілка оприлюднила його результати, а жеребкування порядкових номерів виступу відбулось 20 березня під час зустрічі голів делегацій конкурсу в Баку.
Всі країни, що подали заявку на участь у конкурсі, повинні були провести національний відбір закритим, відкритим або змішаним шляхом до 19 березня 2012 року. 2012 рік стане останнім роком, в якому дозволено проводити закриті та змішані відбори.
Півфінали пісенного конкурсу Євробачення 2012 відбудуться 22 та 24 травня. З кожного півфіналу в фінал потрапляють по 10 країн.

### Перший півфінал
У першому півфіналі голосували всі країни-учасниці цього півфіналу, а також:  Азербайджан,  Іспанія,  Італія
У фінал вийшли країни, виділені блакитним кольором.
| №  | Країна     | Мова                     | Виконавець            | Назва пісні                      | Переклад українською       | Бали | Місце |
| -- | ---------- | ------------------------ | --------------------- | -------------------------------- | -------------------------- | ---- | ----- |
| 14 | Росія      | англійська та удмуртська | Бурановські бабусі    | «Party For Everybody»            | Вечірка для кожного        | 152  | 1     |
| 5  | Албанія    | албанська                | Рона Нішліу           | «Suus»                           | Свій                       | 146  | 2     |
| 06 | Румунія    | англійська та іспанська  | Mandinga              | «Zaleilah»                       | —                          | 120  | 3     |
| 03 | Греція     | англійська               | Елефтерія Елефтеріу   | «Aphrodisiac»                    | Афродизіак                 | 116  | 4     |
| 17 | Молдова    | румунська                | Паша Парфеній         | «Lăutar»                         | Леутар                     | 100  | 5     |
| 18 | Ірландія   | англійська               | Jedward               | «Waterline»                      | На межі (Ватерлінія)       | 92   | 6     |
| 12 | Кіпр       | англійська               | Іві Адаму             | «La La Love»                     | Ла-ла кохання              | 91   | 7     |
| 02 | Ісландія   | ісландська               | Грета Саломе та Йонсі | «Mundu Eftir Mér (Never Forget)» | Ніколи не забувай          | 75   | 8     |
| 13 | Данія      | англійська               | Солуна Самай          | «Should Have Known Better»       | Повинна була б знати краще | 63   | 9     |
| 15 | Угорщина   | англійська               | Compact Disco         | «Sound Of Our Hearts»            | Звук наших сердець         | 52   | 10    |
| 07 | Швейцарія  | англійська               | Sinplus               | «Unbreakable»                    | Незламний                  | 45   | 11    |
| 09 | Фінляндія  | шведська                 | Пернілла Карлссон     | «När Jag Blundar»                | Коли я заплющую очі        | 41   | 12    |
| 10 | Ізраїль    | англійська               | Izabo                 | «Time»                           | Час                        | 33   | 13    |
| 11 | Сан Марино | англійська               | Валентина Монетта     | «The Social Network Song»        | Пісня соціальної мережі    | 31   | 14    |
| 01 | Чорногорія | англійська               | Рамбо Амадеус         | «Euro Neuro»                     | Євро Нейро                 | 20   | 15    |
| 04 | Латвія     | англійська               | Anmary                | «Beautiful Song»                 | Гарна пісня                | 17   | 16    |
| 08 | Бельгія    | англійська               | Iris                  | «Would You?»                     | Чи ти...?                  | 16   | 17    |
| 16 | Австрія    | німецька                 | Trackshittaz          | «Woki Mit Deim Popo»             | Підніми свої сідниці       | 8    | 18    |

| Окремі оцінки журі/телеглядачів | Окремі оцінки журі/телеглядачів | Окремі оцінки журі/телеглядачів | Окремі оцінки журі/телеглядачів | Окремі оцінки журі/телеглядачів |
| Місце                           | Телеглядачі                     | Бали                            | Журі                            | Бали                            |
| ------------------------------- | ------------------------------- | ------------------------------- | ------------------------------- | ------------------------------- |
| 1                               | Росія                           | 189                             | Албанія                         | 131                             |
| 2                               | Румунія                         | 132                             | Молдова                         | 107                             |
| 3                               | Албанія                         | 131                             | Греція                          | 103                             |
| 4                               | Ірландія                        | 116                             | Кіпр                            | 90                              |
| 5                               | Греція                          | 110                             | Румунія                         | 87                              |
| 6                               | Кіпр                            | 99                              | Данія                           | 81                              |
| 7                               | Молдова                         | 85                              | Угорщина                        | 76                              |
| 8                               | Ісландія                        | 79                              | Росія                           | 75                              |
| 9                               | Данія                           | 53                              | Ізраїль                         | 72                              |
| 10                              | Швейцарія                       | 49                              | Ірландія                        | 72                              |
| 11                              | Угорщина                        | 39                              | Ісландія                        | 70                              |
| 12                              | Фінляндія                       | 36                              | Фінляндія                       | 57                              |
| 13                              | Сан-Марино                      | 25                              | Швейцарія                       | 45                              |
| 14                              | Чорногорія                      | 24                              | Сан-Марино                      | 42                              |
| 15                              | Латвія                          | 18                              | Бельгія                         | 38                              |
| 16                              | Ізраїль                         | 16                              | Чорногорія                      | 28                              |
| 17                              | Австрія                         | 15                              | Австрія                         | 27                              |
| 18                              | Бельгія                         | 2                               | Латвія                          | 17                              |

### Другий півфінал
У другому півфіналі голосували всі країни-учасниці цього півфіналу, а також:  Велика Британія,  Німеччина,  Франція
У фінал вийшли країни, виділені салатовим кольором.
| №  | Країна               | Мова          | Виконавець        | Назва пісні             | Переклад українською | Бали | Місце |
| -- | -------------------- | ------------- | ----------------- | ----------------------- | -------------------- | ---- | ----- |
| 01 | Сербія               | сербська      | Желько Йоксимович | «Nije Ljubav Stvar»     | Любов — не річ       | 159  | 2     |
| 02 | Македонія            | македонська   | Каліопі           | «Crno E Belo»           | Чорне і біле         | 53   | 9     |
| 03 | Нідерланди           | англійська    | Джоан Франка      | «You And Me»            | Ти і я               | 35   | 15    |
| 04 | Мальта               | англійська    | Курт Каллея       | «This Is The Night»     | Саме ця ніч          | 70   | 7     |
| 05 | Білорусь             | англійська    | Litesound         | «We Are The Heroes»     | Ми — герої           | 35   | 16    |
| 06 | Португалія           | португальська | Філіпа Соуза      | «Vida Minha»            | Моє життя            | 39   | 13    |
| 07 | Україна              | англійська    | Гайтана           | «Be My Guest»           | Будь моїм гостем     | 64   | 8     |
| 08 | Болгарія             | болгарська    | Софі Марінова     | «Love Unlimited»        | Любов необмежена     | 45   | 11    |
| 09 | Словенія             | словенська    | Єва Бото          | «Verjamem»              | Я вірю               | 31   | 17    |
| 10 | Хорватія             | хорватська    | Ніна Бадрич       | «Nebo»                  | Небо                 | 42   | 12    |
| 11 | Швеція               | англійська    | Лорін             | «Euphoria»              | Ейфорія              | 181  | 1     |
| 12 | Грузія               | англійська    | Анрі Джохадзе     | «I'm A Joker»           | Я - джокер           | 36   | 14    |
| 13 | Туреччина            | англійська    | Джан Бономо       | «Love Me Back»          | Покохай мене знову   | 80   | 5     |
| 14 | Естонія              | естонська     | Отт Лепланд       | «Kuula»                 | Послухай             | 100  | 4     |
| 15 | Словаччина           | англійська    | Макс Джейсон Май  | «Don't Close Your Eyes» | Не заплющуй очі      | 22   | 18    |
| 16 | Норвегія             | англійська    | Tooji             | «Stay»                  | Залишся              | 45   | 10    |
| 17 | Боснія і Герцеговина | боснійська    | Maya Sar          | «Korake ti znam»        | Кроки, які я знаю    | 77   | 6     |
| 18 | Литва                | англійська    | Донні Монтелл     | «Love Is Blind»         | Кохання сліпе        | 104  | 3     |

| Окремі оцінки журі/телеглядачів | Окремі оцінки журі/телеглядачів | Окремі оцінки журі/телеглядачів | Окремі оцінки журі/телеглядачів | Окремі оцінки журі/телеглядачів |
| Місце                           | Телеглядачі                     | Бали                            | Журі                            | Бали                            |
| ------------------------------- | ------------------------------- | ------------------------------- | ------------------------------- | ------------------------------- |
| 1                               | Швеція                          | 180                             | Швеція                          | 145                             |
| 2                               | Сербія                          | 148                             | Сербія                          | 141                             |
| 3                               | Литва                           | 128                             | Україна                         | 109                             |
| 4                               | Туреччина                       | 114                             | Естонія                         | 102                             |
| 5                               | Естонія                         | 88                              | Мальта                          | 97                              |
| 6                               | Норвегія                        | 72                              | Боснія і Герцеговина            | 77                              |
| 7                               | Боснія і Герцеговина            | 70                              | Хорватія                        | 66                              |
| 8                               | Північна Македонія              | 63                              | Грузія                          | 62                              |
| 9                               | Болгарія                        | 59                              | Північна Македонія              | 58                              |
| 10                              | Нідерланди                      | 51                              | Литва                           | 55                              |
| 11                              | Мальта                          | 39                              | Білорусь                        | 52                              |
| 12                              | Білорусь                        | 37                              | Португалія                      | 49                              |
| 13                              | Португалія                      | 37                              | Туреччина                       | 42                              |
| 14                              | Хорватія                        | 34                              | Словенія                        | 40                              |
| 15                              | Словаччина                      | 32                              | Словаччина                      | 40                              |
| 16                              | Словенія                        | 27                              | Нідерланди                      | 31                              |
| 17                              | Україна                         | 24                              | Болгарія                        | 27                              |
| 18                              | Грузія                          | 15                              | Норвегія                        | 25                              |

### Фінал[42]
| №  | Країна                 | Мова                     | Виконавець            | Назва пісні                       | Переклад українською       | Бали | Місце |
| -- | ---------------------- | ------------------------ | --------------------- | --------------------------------- | -------------------------- | ---- | ----- |
| 1  | Велика Британія        | англійська               | Енгельберт Гампердінк | «Love Will Set You Free»          | Кохання звільнить тебе     | 12   | 25    |
| 2  | Угорщина               | англійська               | Compact Disco         | «Sound Of Our Hearts»             | Звук наших сердець         | 19   | 24    |
| 3  | Албанія                | албанська                | Рона Нішліу           | «Suus»                            | Свій                       | 146  | 5     |
| 4  | Литва                  | англійська               | Донні Монтелл         | «Love Is Blind»                   | Кохання сліпе              | 70   | 14    |
| 5  | Боснія і Герцеговина   | боснійська               | Maya Sar              | «Korake ti znam»                  | Кроки, які я знаю          | 55   | 18    |
| 6  | Росія                  | англійська та удмуртська | Бурановські бабусі    | «Party For Everybody»             | Вечірка для кожного        | 259  | 2     |
| 7  | Ісландія               | ісландська               | Грета Саломе та Йонсі | «Mundu Eftir Mér (Never Forget)»  | Ніколи не забувай          | 46   | 20    |
| 8  | Кіпр                   | англійська               | Іві Адаму             | «La La Love»                      | Ла-ла кохання              | 65   | 16    |
| 9  | Франція                | англійська та французька | Anggun                | «Echo (You and I)»                | Відлуння (Ти і я)          | 21   | 22    |
| 10 | Італія                 | англійська та італійська | Ніна Зіллі            | «L'Amore È Femmina (Out Of Love)» | Кохання жінки              | 101  | 9     |
| 11 | Естонія                | естонська                | Отт Лепланд           | «Kuula»                           | Послухай                   | 120  | 6     |
| 12 | Норвегія               | англійська               | Tooji                 | «Stay»                            | Залишся                    | 7    | 26    |
| 13 | Азербайджан (господар) | англійська               | Сабіна Бабаєва        | «When The Music Dies»             | Коли музика помирає        | 150  | 4     |
| 14 | Румунія                | англійська та іспанська  | Mandinga              | «Zaleilah»                        |                            | 71   | 12    |
| 15 | Данія                  | англійська               | Солуна Самай          | «Should Have Known Better»        | Повинна була б знати краще | 21   | 23    |
| 16 | Греція                 | англійська               | Елефтерія Елефтеріу   | «Aphrodisiac»                     | Афродизіак                 | 64   | 17    |
| 17 | Швеція                 | англійська               | Лорін                 | «Euphoria»                        | Ейфорія                    | 372  | 1     |
| 18 | Туреччина              | англійська               | Джан Бономо           | «Love Me Back»                    | Покохай мене знову         | 112  | 7     |
| 19 | Іспанія                | іспанська                | Пастора Солер         | «Quédate Conmigo»                 | Залишся зі мною            | 97   | 10    |
| 20 | Німеччина              | англійська               | Роман Лоб             | «Standing Still»                  | Залишаючись на місці       | 110  | 8     |
| 21 | Мальта                 | англійська               | Курт Каллея           | «This Is The Night»               | Та сама ніч                | 41   | 21    |
| 22 | Македонія              | македонська              | Каліопі               | «Crno E Belo»                     | Чорне і біле               | 71   | 13    |
| 23 | Ірландія               | англійська               | Jedward               | «Waterline»                       | На межі (Ватерлінія)       | 46   | 19    |
| 24 | Сербія                 | сербська                 | Желько Йоксимович     | «Nije Ljubav Stvar»               | Любов — не річ             | 214  | 3     |
| 25 | Україна                | англійська               | Гайтана               | «Be My Guest»                     | Будь моїм гостем           | 65   | 15    |
| 26 | Молдова                | англійська               | Паша Парфеній         | «Lăutar»                          | Леутар                     | 81   | 11    |

| Окремі оцінки журі/телеглядачів | Окремі оцінки журі/телеглядачів | Окремі оцінки журі/телеглядачів | Окремі оцінки журі/телеглядачів | Окремі оцінки журі/телеглядачів |
| Місце                           | Телеглядачі                     | Бали                            | Журі                            | Бали                            |
| ------------------------------- | ------------------------------- | ------------------------------- | ------------------------------- | ------------------------------- |
| 1                               | Швеція                          | 343                             | Швеція                          | 296                             |
| 2                               | Росія                           | 332                             | Сербія                          | 173                             |
| 3                               | Сербія                          | 211                             | Албанія                         | 157                             |
| 4                               | Туреччина                       | 176                             | Італія                          | 157                             |
| 5                               | Азербайджан                     | 151                             | Іспанія                         | 154                             |
| 6                               | Німеччина                       | 125                             | Естонія                         | 152                             |
| 7                               | Румунія                         | 117                             | Україна                         | 125                             |
| 8                               | Албанія                         | 106                             | Азербайджан                     | 118                             |
| 9                               | Греція                          | 89                              | Молдова                         | 104                             |
| 10                              | Ірландія                        | 89                              | Німеччина                       | 98                              |
| 11                              | Північна Македонія              | 79                              | Росія                           | 94                              |
| 12                              | Естонія                         | 78                              | Кіпр                            | 85                              |
| 13                              | Молдова                         | 75                              | Франція                         | 85                              |
| 14                              | Литва                           | 68                              | Литва                           | 82                              |
| 15                              | Кіпр                            | 63                              | Боснія і Герцеговина            | 71                              |
| 16                              | Боснія і Герцеговина            | 57                              | Мальта                          | 70                              |
| 17                              | Італія                          | 56                              | Північна Македонія              | 69                              |
| 18                              | Іспанія                         | 45                              | Греція                          | 60                              |
| 19                              | Ісландія                        | 39                              | Ісландія                        | 53                              |
| 20                              | Україна                         | 37                              | Румунія                         | 53                              |
| 21                              | Велика Британія                 | 36                              | Данія                           | 51                              |
| 22                              | Угорщина                        | 20                              | Туреччина                       | 50                              |
| 23                              | Данія                           | 18                              | Угорщина                        | 30                              |
| 24                              | Норвегія                        | 16                              | Норвегія                        | 24                              |
| 25                              | Мальта                          | 10                              | Ірландія                        | 14                              |
| 26                              | Франція                         | 0                               | Велика Британія                 | 11                              |

## 12 балів у фіналі
Швеція набрала рекордну кількість 12-ти бальних оцінок. Раніше цей рекорд належав  Норвегії з шістнадцятьма дванадцядками.
| Кількість | Отримала           | Отримала від |
| --------- | ------------------ | --- |
| 18        | Швеція             | Австрія, Бельгія, Велика Британія, Данія, Естонія, Угорщина, Ізраїль, Ірландія, Ісландія, Іспанія, Латвія, Німеччина, Нідерланди, Норвегія, Росія, Словаччина, Фінляндія, Франція |
| 4         | Азербайджан        | Литва, Мальта, Туреччина, Україна |
| 4         | Албанія            | Італія, Північна Македонія, Сан-Марино, Швейцарія |
| 4         | Сербія             | Болгарія, Словенія, Хорватія, Чорногорія |
| 2         | Греція             | Албанія, Кіпр |
| 2         | Кіпр               | Греція, Швеція |
| 2         | Північна Македонія | Боснія і Герцеговина, Сербія |
| 1         | Іспанія            | Португалія |
| 1         | Литва              | Грузія |
| 1         | Молдова            | Румунія |
| 1         | Росія              | Білорусь |
| 1         | Румунія            | Молдова |
| 1         | Туреччина          | Азербайджан |

### Повернення
- Чорногорія

### Відмова від участі
- Вірменія — 7 березня 2012 Європейська мовна спілка офіційно оголосила про те, що національна телерадіокомпанія Вірменії ARMTV не візьме участі в пісенному конкурсі Євробачення 2012.[36] Європейська мовна спілка оштрафувала Вірменію за відмову від участі в пісенному конкурсі Євробачення 2012.[43] Про це 2 квітня 2012 року газеті «ІТАР-ТАСС» повідомила директор управління по роботі з засобами масової інформації ЄМС Анніка-Ніберг-Франкенхаузер. Національна телерадіокомпанія Вірменії ARMTV зобов'язана повністю сплатити внесок за участь у конкурсі а також сплатити 50 відсотків від суми внеску за участь у конкурсі як штраф. Крім того ARMTV повинна в обов'язковому порядку транслювати фінал пісенного конкурсу Євробачення 2012 у прямому ефірі і без перерви, в іншому випадку країна буде позбавлена можливості взяти участь в пісенному конкурсі Євробачення 2013.
- Польща — 19 грудня 2011 представник TVP Йоанна Стемпіен-Рогалінськи заявила, що канал не візьме участі у пісенному конкурсі Євробачення 2012, через те, що канал сфокусується на програмах, присвячених УЄФА Євро 2012 та трансляції літніх олімпійських ігор 2012.[44]

### Можливий дебют у майбутньому
- Косово — «Косово закликає Європейську мовну спілку включити національну телерадіокомпанію Косово RTK як повноправного (активного) члена до складу ЄМС, що дозволить країні взяти участь у пісенному конкурсі Євробачення у майбутньому» про це 30 березня 2012 року заявив заступник міністра закордонних справ Косово Петріт Селімі генеральному директору ЄМС Інгрід Делтенре під час зустрічі в Женеві.[45] Щоб стати повноправним членом Європейської мовної спілки національній телерадіокомпанії Косово RTK спочатку треба стати членом Міжнародного телекомунікаційного союзу (ITU), яким вона на даний час не є.

### Країни, які не повертались на конкурс
- Андорра — з 2010 року відмовляється від участі в конкурсі через фінансові проблеми. RTVA не збирається повертатися на конкурс 2012 року, оскільки канал не може знайти спонсора.[46] 8 листопада 2011 було оголошено що RTVA ухвалило рішення залишити ЄМС, через заборгованість каналу в сумі 3.618 мільйонів євро.[47]
- Люксембург — Національна телерадіокомпанія Люксембургу RTL не планує повертатися на конкурс 2012 року.[48]
- Марокко — не бере участь з 1981 року через присутність на конкурсі Ізраїлю. Національна телерадіокомпанія Марокко SNRT не має планів щодо повернення на конкурс.[49]
- Монако — канал TMC не планує брати участь в конкурсі в найближчому майбутньому. Колишній голова делегації Філ Боско 3 грудня 2011 року заявив, що найближчим часом Монако не матиме ресурсів для фінансування участі країни в пісенному конкурсі Євробачення. Причиною нестачі ресурсів для фінансування є те, що 80 % акцій каналу належать французькому телеканалу TF1.[50]
- Чехія — з 2010 року не бере участь у конкурсі через невдалі виступи. Голова делегації Чехії заявив, що країна не збирається повертатися на конкурс.[51]

## Виконавці, що повернулись
| Країна              | Виконавець        | Рік участі                  |
| ------------------- | ----------------- | --------------------------- |
| Ірландія            | Jedward           | Євробачення 2011 (8 місце)  |
| Ісландія            | Йонсі             | Євробачення 2004 (19 місце) |
| Сербія і Чорногорія | Желько Йоксимович | Євробачення 2004 (2 місце)  |

## Трансляція, коментатори та речники конкурсу

### Трансляція
| Країна          | 1 півфінал                       | 2 півфінал                       | Фінал                            |
| --------------- | -------------------------------- | -------------------------------- | -------------------------------- |
| Бельгія         | Een                              | Een                              | Een та Radio 2                   |
| Велика Британія | буде визначено                   | буде визначено                   | BBC One та BBC Radio 2           |
| Данія           | DR1 та DR HD                     | DR1 та DR HD                     | DR1 та DR HD                     |
| Кіпр            | RIK Ena, CyBC, RIK HD та Radio 3 | RIK Ena, CyBC, RIK HD та Radio 3 | RIK Ena, CyBC, RIK HD та Radio 3 |
| Італія          | Rai5                             | —                                | Rai2                             |
| Німеччина       | EinsFestival (ARD)               | Phoenix (ARD та ZDF)             | Das Erste (ARD)                  |
| Португалія      | RTP1                             | RTP1                             | RTP1                             |
| Україна         | Перший національний              | Перший національний              | Перший національний              |
| Франція         | France Televisions               | FranceO                          | France 3                         |

### Коментатори
| Країна          | Коментатор                                                                            |
| --------------- | ------------------------------------------------------------------------------------- |
| Австрія         | Andi Knoll                                                                            |
| Бельгія         | Andre Vermeulen, Peter Van de Veirs, Jean-Pierre Hautier та Jean-Louis Lahaye         |
| Велика Британія | Грем Нортон (BBC One) (фінал) та Ken Bruce (BBC Radio 2) (фінал)                      |
| Греція          | Марія Козаку                                                                          |
| Данія           | Ole Topholm                                                                           |
| Ірландія        | Marty Whelan                                                                          |
| Іспанія         | Jose Maria Inigo                                                                      |
| Італія          | La Gialappa's Band                                                                    |
| Мальта          | Elaine Saliba                                                                         |
| Нідерланди      | Jan Smit та Daniel Dekker                                                             |
| Португалія      | Pedro Granger                                                                         |
| Сан-Марино      | Lia Fiorio та Gigi Restivo                                                            |
| Словаччина      | Roman Bombos                                                                          |
| Угорщина        | Gabor Gundel Takacs                                                                   |
| Україна         | Тимур Мірошниченко та Тетяна Терехова                                                 |
| Франція         | Audrey Chauveau та Bruno Berberes (півфінали), Mireille Dumas та Cyril Feraud (фінал) |
| Швеція          | Edward af Sillen та Gina Dirawi                                                       |

## Речники конкурсу[63]
Країни оголошували свої результати в такому порядку:
1. Албанія — Andri Xhahu
2. Чорногорія — Марія Маркович
3. Румунія — Паула Селінг (представниця Румунії на Євробаченні 2010 року)
4. Австрія — Каті Белович (глашатай конкурсу 2011 року)
5. Україна — Олексій Матіас
6. Білорусь — Дмитро Колдун (представник Білорусі на Євробаченні 2007)
7. Бельгія — Пітер Ван де Вейре
8. Азербайджан — Сафура Алідзе (представниця Азербайджану на Євробаченні 2010, глашатай конкурсу 2010 року)
9. Мальта — Кіт Деміколі
10. Сан-Марино — Моніка Фабрі
11. Франція — Аморі Вассілі (представник Франції на Євробаченні 2011)
12. Велика Британія — Скот Мілс
13. Туреччина — Омер Ундер (глашатай конкурсу в 1993, 1995-1997, 2011, 2012 роках)
14. Греція — Адріана Маґаніа
15. Боснія і Герцеговина — Ельвір Лакович (представник Боснії на Євробаченні 2008)
16. Молдова — Олівія Фортуна
17. Болгарія — Анна Ангелова
18. Швейцарія — Сара Хільдебранд
19. Словенія — Лорелла Флего
20. Кіпр — Лукас Хаматсос
21. Хорватія — Невена Рендел (глашатай конкурсу 2011 року)
22. Словаччина — Марія Петрова (глашатай конкурсу 2011 року)
23. Північна Македонія — Кристина Талевська (глашатай конкурсу 2011 року)
24. Нідерланди — Вів'єн ван ден Ассем
25. Португалія — Джоана Телес
26. Ісландія — Маттіас Маттіссон (представник Ісландії на Євробаченні 2011)
27. Швеція — Сара Дон Файнер
28. Норвегія — Надя Хансуі (ведуча Євробачення 2010, глашатай конкурсу 2011 року)
29. Литва — Ігнас Крупавичюс
30. Естонія — Ґеттер Яані (представниця Естонії на Євробаченні 2011)
31. Данія — Луїза Вульф
32. Латвія — Вальтерс Фріденберґс
33. Іспанія — Єлена С. Санчез (глашатай конкурсу 2011 року)
34. Фінляндія — Томі Путаансуу (переможець Євробачення 2006, як соліст групи Lordi)
35. Грузія — Софо Торошелідзе (солістка групи Eldrine, представниця Грузії на Євробаченні 2011)
36. Італія — Іван Баччі
37. Сербія — Майя Ніколич
38. Німеччина — Анке Енгельке (ведуча Євробачення 2011)
39. Росія — Оксана Федорова
40. Угорщина — Єва Новодомскі
41. Ізраїль — Офер Нахшон
42. Ірландія — Ґрейн Сеойдж

## Загроза проведенню конкурсу
12 квітня 2012 року більшість російськомовних засобів масової інформації, в тому числі телеканал НТВ, повідомили про загрозу проведення пісенного конкурсу Євробачення 2012 з боку радикальних ісламістів. Вебсайт «UmmaNews.ru», засновниками якого є ініціативна група ісламських студентів за кордоном, опублікував погрозу азербайджанських ісламістів під час проведення конкурсу влаштувати напади та атаки на учасників та гостей шоу. За словами терористів атаки та напади будуть проведені за допомогою хімічної зброї та ножів, і їх не зможуть зупинити організації що відповідають за безпеку як в Азербайджані так і у світі.
У зв'язку з заявою ісламістів співкоординатор конкурсу Сітце Баккер прокоментував це так:
Азербайджанська влада безсумнівно здійснює моніторинг подібної діяльності. Ми абсолютно впевнені в їх здатності забезпечити те, що пісенний конкурс Євробачення цього року буде проведений в безпеці, заради задоволення всіх нас, як і звичайно.— Співкоординатор Eurovision Song Contest Сітце Баккер
20 квітня 2012 року свою думку щодо заяви ісламістів висловив і супервайзер пісенного конкурсу Євробачення Йон Ола Санд. Він заявив що Баку є найбезпечнішим містом і що в самій Європі є багато міст набагато небезпечніших столиці Азербайджану. Також зазначив що Європейська мовна спілка приділяє особливу увагу питанням безпеки та проводить в Азербайджані ретельну роботу з правоохоронними органами. В самого Санда немає сумнівів що пісненний конкурс Євробачення 2012 відбудеться в абсолютно безпечних умовах.
24 квітня 2012 року азербайджанські ісламісти влаштували DDOS-атаки на офіційний сайт конкурсу Eurovision.tv, сайт Esckaz.com та на неофіційний азербайджанський вебсайт EurovisionAZ.com, таким чином заблокувавши роботу даних сайтів від декількох годин до цілого дня. У ніч з 24 на 25 квітня 2012 року азербайджанські ісламісти заявили що уряд Азербайджану ігнорує мораль громадян країни та намагається розповсюдити нечестиві (гріховні) думки та хоче провести гей-парад під час проведення конкурсу. По цій причині терористична група «The Devotees of Azerbaijan» проведе кібератаки на вебсайти що підтримують цей неетичний вчинок (мається на увазі проведення конкурсу).